# 물고기자리-고래자리 복합 초은하단
물고기자리-고래자리 복합 초은하단(영어: Pisces-Cetus Supercluster Complex)은 이전에 우리 은하가 위치하는 국부 은하군이 있는 처녀자리 초은하단을 포함했을 것이라고 여겨졌던 초은하단의 복합 구조 또는 은하 필라멘트이다. 현재는 라니아케아 초은하단과 별 개의 무리일 것으로 간주되고 있다.

## 발견
1987년 하와이 대학교 천문연구소의 천문학자 R. 브렌트 툴리가 이 구조를 발견하였다.

## 규모
물고기자리-고래자리 복합 초은하단은 최대 길이가 약 10억 광년에 폭이 1억 5천만 광년으로 추정된다. 이는 지금까지 관측가능한 우주에서 확인된 가장 거대한 구조 중 하나다. 그러나 현재까지 발견된 구조물 중 가장 거대한 것은 아니다. 이보다 더 큰 것으로는 13억 7000만 광년 규모의 슬론 장성과 20억 광년 규모의 클로즈-캄푸사노 LQG, 22억 광년 규모의 U1.11, 40억 광년 규모의 Huge-LQG, 100억 광년 규모의 헤라클레스자리-북쪽왕관자리 장성이 있다.
이 복합 구조는 약 60개의 은하단으로 구성되어 있고 총질량이 1018 M☉으로 추정된다. 발견자의 말에 따르면, 이 구조는 다섯 부분으로 세분화되어 있다.
1. 물고기자리-고래자리 초은하단
2. 페르세우스자리-물고기자리 초은하단이 포함된 페르세우스자리-페가수스자리 사슬
3. 페가수스자리-물고기자리 사슬
4. 조각실자리 초은하단과 헤라클레스자리 초은하단이 포함된 조각실자리 구역
5. 우리의 처녀자리 초은하단과 바다뱀자리-센타우루스자리 초은하단이 포함된 처녀자리-바다뱀자리-센타우루스자리 초은하단[4]

처녀자리 초은하단의 질량은 약 1015 M☉으로, 이 구조의 총질량의 0.1% 밖에 차지하지 않는다.
구조의 이름은 후에 이 구조에서 가장 무거운 물고기자리-고래자리 초은하단의 이름을 따서 붙여졌다.

## 갤러리

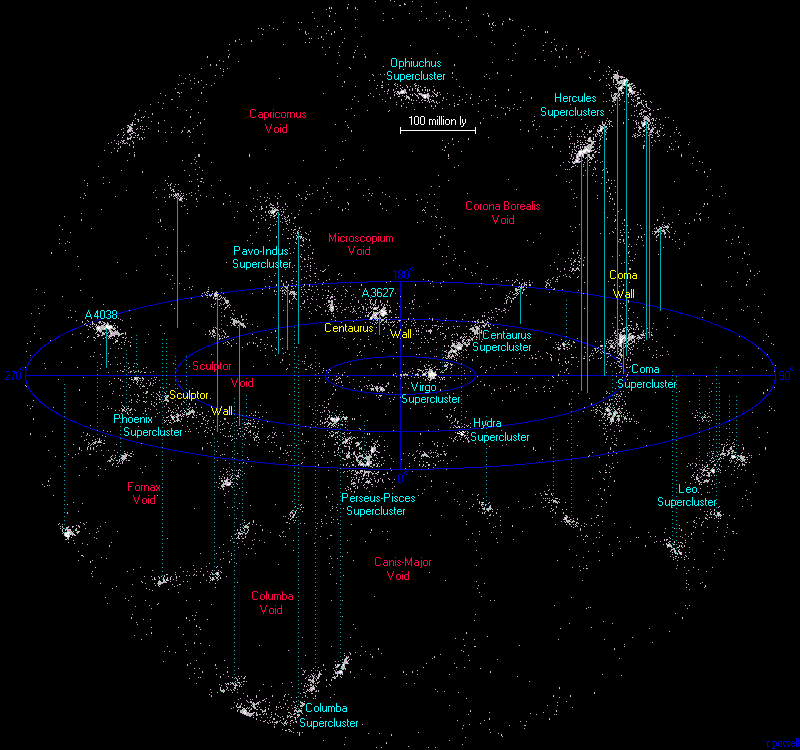
국부 초은하단 근방의 지도이다. 이 문서의 내용에 따르면 물고기자리-고래자리 복합 초은하단의 범위를 알 수 있다.

## 같이 보기
- 엔트로피
- 화석 은하군
- 은하군
- 은하단
- 은하단 내부 물질
- Galactic orientation
- 초은하단
- 관측 가능한 우주